# Alberto Vigevani
Alberto Vigevani (* 1. August 1918 in Mailand; † 23. Februar 1999 ebenda) war ein italienischer Autor, Journalist und Verleger.

## Leben
Vigevani entstammte einer jüdischen Familie aus der Emilia. Er interessierte sich bereits als junger Mann für die Geisteswissenschaften und das Theater. Er schrieb sich an der Università Ca’Foscari in Venedig ein und belegte dort das Fach Französische Literatur. In dieser Zeit befasste er sich mit dem Theater und schrieb Kritiken. Es begannen dauerhafte Freundschaften unter anderen mit Ernesto Treccani oder auch Alberto Lattuada.
1937 nahm er zusammen mit anderen in Neapel an den faschistischen Kulturfestspielen, den Littorali della Cultura e dell’Arte, teil, was für ihn 1938 nach der Verabschiedung der italienischen Rassegesetze nicht mehr möglich war. Im gleichen Jahr schrieb er sich für seine Studien an der Universität Grenoble ein. Durch Vermittlung seiner Freunde konnte er unter dem Pseudonym Berto Vani für die von diesen gegründete Zeitschrift Corrente di Vita Giovenile Kritiken zur Literatur und dem Theater veröffentlichen. Mit Renzo Cantoni eröffnete er in Mailand eine Bücherei, La Lampada, die sehr bald kulturell Aufsehen erregte und gleichzeitig Zufluchtsort für Oppositionelle und gleichzeitig deren Untergrundarbeit logistisch unterstützte. 1941, nach einem fehlgeschlagenen Versuch in die USA auszuwandern, gründete er die Antiqitätsbuchhandlung Il Polifilo.
1943 veröffentlichte Vigevani seinen ersten Roman Erba d’infanzia beim Verlag Parenti in Florenz, bei dem auch Autoren wie Eugenio Montale und Carlo Emilio Gadda publizierten. Nach den politischen Veränderungen des September 1943 in Italien und der verstärkten Repressionen gegen die Juden floh er mit Frau und Kind in das schweizerische Tessin. Für die sozialistische Tageszeitung Libera stampa für die auch andere italienische Emigranten wie Aldo Borlenghi der Gianfranco Contini arbeiteten, redigierte er die Literaturseiten. 1944 publizierte er in Lugano unter dem Pseudonym Tullio Righi den Roman Compagni di settembre, der zeitgleich in Zürich bei der Büchergilde Gutenberg mit dem Titel Fünf Partisanen in deutscher Sprache erschien.
In den Jahren nach Vigevanis Rückkehr nach Italien im Jahre 1945 erschienen zwei Dutzend Bände mit Prosa und vier Bände mit Gedichten. Er gründete 1959 erneut, zusammen mit seinem Sohn Paolo den Verlag Edizioni Il Polifilo, den dieser seit 1969 führt. In einer Reihe von italienischen Tageszeitungen wie La Stampa, Corriere della Sera, Il Giornale, La Repubblica und Il Sole 24 Ore veröffentlichte er Artikel.
Nach Vigevanis Tod im Jahre 1999 wurde sein Nachlass dem Archiv der Università degli Studi di Milano überlassen.

## Preise und Auszeichnungen
- 1967: Premio Veillon für Un certo Ramondès
- 1970: Premio Bagutta für L’Invenzione.
- 1975: Premio Campiello für Il grembiule rosso.
- 1989: Premio Grinzane Cavour für La casa perduta.

## Veröffentlichungen
- Erba d’infanzia. Parenti, Florenz 1943.
- als Tullio Righi: I compagni de settembre. Ghilda del libro, Lugano 1944.
  - deutsch von Adolf Saager: Fünf Partisanen, Erzählung. Büchergilde Gutenberg, Zürich 1944.
- Estate al lago. Feltrinelli, Mailand 1958.
  - deutsch von Marianne Schneider: Sommer am See: eine Erzählung. Friedenauer Presse, Berlin 2007, ISBN 978-3-932109-50-8.
- Le foglie di San Siro. Rizzoli, Mailand 1962.
- L’invenzione. Vallecchi, Florenz 1970.
  - Belle – Ein Trugbild. Roman. Übersetzung Marianne Schneider. Friedenauer Presse, Berlin 2014, ISBN 978-3-932109-82-9.
- Un educazione borghese. Rusconi, Mailand 1987.lungen.
- L’abbandono. Rusconi, Mailand 1991.
- La febbre dei libri: Memorie di un libraio bibliofilo. Sellerio, Palermo 2000.
- Ende der Sonntage. Zwei Erzählungen. Friedenauer Presse, Berlin 2008, ISBN 978-3-932109-54-6.
- Il batello per Kew. Sellerio, Palermo 2009.
- La breve passeggiata.
  - Ein kurzer Spaziergang. Erzählung. Übersetzung Marianne Schneider. Friedenauer Presse, Berlin 2021, ISBN 978-3-75180-602-2

Gedichte
- Scritti quasi sull’acqua. All’insegna del pesce d’oro, Mailand 1982.
- L’esistenza: Poesie 1986–1992. All’insegna del pesce d’oro, Mailand 1993.